# 阿雅·沙尔卡
阿尤林·沙尔卡基齐（Aıaýlym Shalqarqyzy，1996年1月29日—），又名阿雅·沙尔卡（Aııa Shalkar， اياۋلىم شالكار），是哈萨克斯坦平面设计师和模特，在Instagram上走红。沙尔卡创立了名为Ash Wear的服装品牌，秉持着简单和开放的理念。该品牌的名字来源于“Ashyk”，从哈萨克语翻译过来是“开放”的意思。同时这个名字也与阿尤林·沙尔卡基齐的姓名首字母相吻合。她于2020年毕业于維也納應用藝術大學，并获得平面设计相关的硕士学位。